# Wolf Biermann

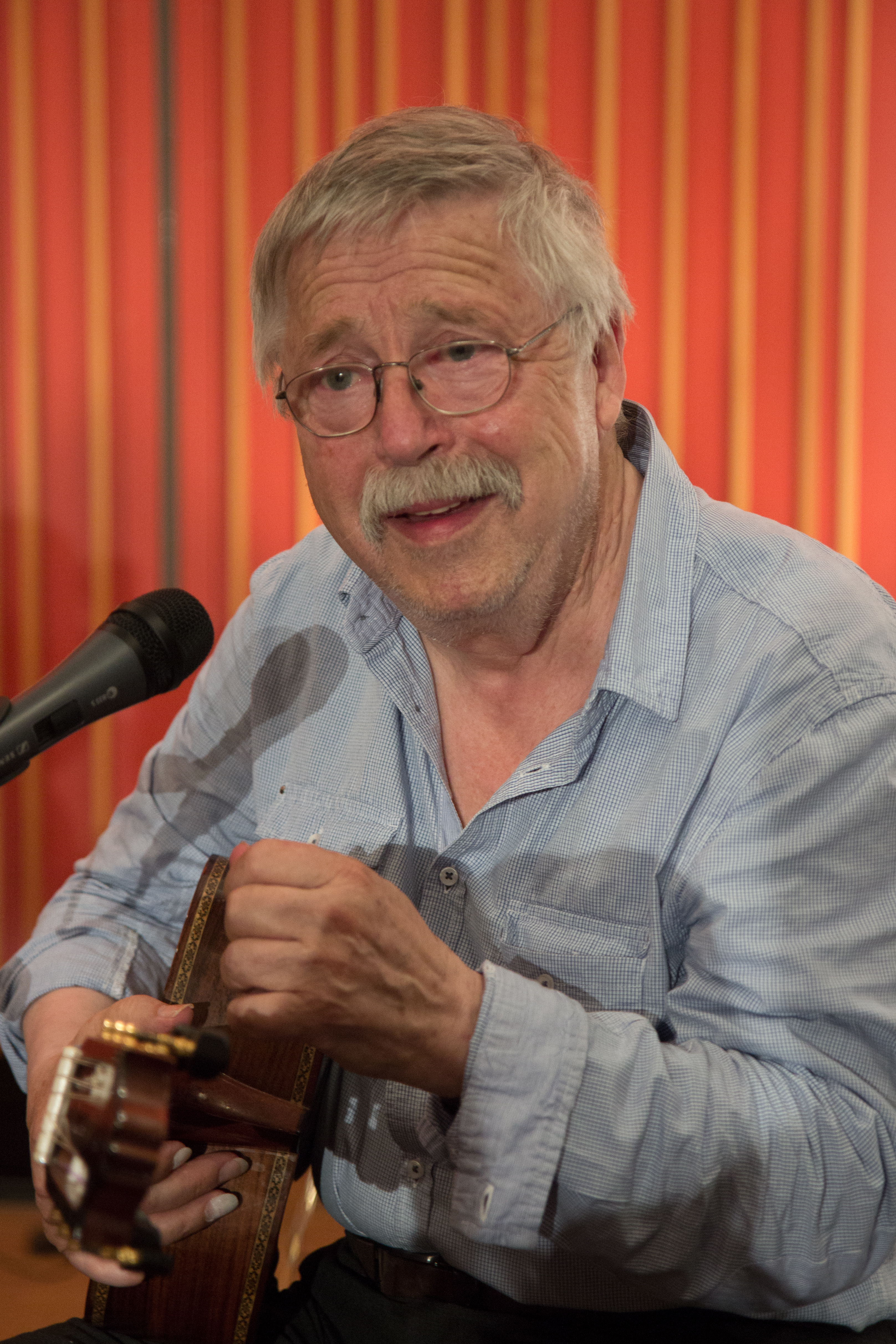
Wolf Biermann, rok 2013

Karl Wolf Biermann (* 15. listopadu 1936, Hamburk) je německý písničkář, známý jako příslušník disentu vypovězený roku 1976 z NDR.

## Biografie
Oba jeho rodiče byli členy Komunistické strany Německa, jeho otec Dagobert Biermann, dělník v hamburské loděnici, byl pro sabotáž na lodích s nákladem zbraní pro Frankovu armádu roku 1937 uvězněn a v roce 1943 jako Žid popraven v Osvětimi. Wolf Biermann se angažoval v hamburských levicových studentských organizacích, roku 1953 odešel dobrovolně do NDR. Studoval na Humboldtově univerzitě politickou ekonomii a filozofii, byl asistentem režie v divadle Berliner Ensemble a spolupracoval se skladatelem Hannsem Eislerem, autorem východoněmecké hymny. Pod jeho vlivem začal vystupovat s vlastními autorskými písněmi, v roce 1964 účinkoval v Praze, kde se spřátelil s Jiřím Suchým, který přeložil řadu jeho textů do češtiny.
Pro své svobodomyslné a pacifistické názory se stal Biermann režimu brzy nepohodlným, jeho přihláška do SED byla zamítnuta, od roku 1965 měl zákaz veřejného vystupování. V roce 1968 nahrál doma album Chausseestraße 131, které bylo distribuováno jako samizdat. V roce 1973, kdy se v Berlíně konal Světový festival mládeže a studentstva, navštívila Biermanna Joan Baezová a vyjádřila mu podporu. V roce 1976 začal Biermann znovu vystupovat a v listopadu téhož roku mu režim dovolil odcestovat na turné do západního Německa. Zde Biermann veřejně kritizoval poměry v NDR a byl za to zbaven východoněmeckého občanství. Proti zacházení s Biermannem protestovala řada prominentních intelektuálů, následovala vlna represí, během níž byli vypovězeni ze země např. herec Manfred Krug nebo spisovatel Jürgen Fuchs. Biermann se usadil v rodném Hamburku a vystupoval jako umělec na volné noze, po roce za ním přijela manželka Eva-Maria Hagenová a nevlastní dcera, později známá zpěvačka Nina Hagen. V západním Německu Biermann zprvu patřil k příznivcům mimoparlamentní opozice, později se jeho názory posunuly doprava, podpořil americkou a izraelskou zahraniční politiku včetně války v Iráku, při vystoupení v Bundestagu v listopadu 2014 k příležitosti čtvrt století od pádu Berlínské zdi ostře napadl příslušníky Die Linke.
Je držitelem řady významných ocenění: Fontaneho cena (1969), Cena Friedricha Hölderlina (1989), Cena Georga Büchnera (1991), Německá národní cena (1998), Velký Spolkový záslužný kříž (2006), čestné občanství Berlína (2007), čestný doktorát Humboldtovy univerzity (2008).